# Andreas Hoffmann (Theologe)
Andreas Hoffmann (* 1959 in Lippetal) ist ein deutscher römisch-katholischer Kirchenhistoriker.

## Leben
Nach dem Abitur in Soest studierte er Latein und katholische Theologie auf Lehramt an der Universität Münster. Nach der Promotion 1991 in Münster absolvierte er das Referendariat und unterrichtete als Lehrer am Gymnasium. Nach der Habilitation 1998 an der Ruhr-Universität Bochum lehrt er als Professor für katholische Theologie / historische Theologie an der Universität Siegen.
Seine Forschungsschwerpunkte sind Augustinus von Hippo, christliche Existenz in der Spätantike zwischen kirchlichen Normen und paganer Praxis (im Forschungsfeld „Antike und Christentum“) – Rezeption und Transformation von Divination, Entwicklung und Begründung kirchlicher Strukturen – Cyprian von Karthago und „Novum Testamentum Patristicum“ (NTP) – Rezeptionsgeschichte der Johannespassion.

## Schriften (Auswahl)
- als Herausgeber: Augustinus: De utilitate credendi. Lateinisch. Deutsch. Über den Nutzen des Glaubens  (= Fontes Christiani. Band 9). Herder, Freiburg im Breisgau/Basel/Wien/Barcelona/Rom/New York 1992, ISBN 3-451-22217-5.
- Augustins Schrift „De utilitate credendi“. Eine Analyse (= Münsterische Beiträge zur Theologie. Band 58). Aschendorff, Münster 1997, ISBN 3-402-03963-X (zugleich Dissertation, Münster 1991).
- Kirchliche Strukturen und Römisches Recht bei Cyprian von Karthago (= Rechts- und Staatswissenschaftliche Veröffentlichungen der Görres-Gesellschaft. Neue Folge. Band 92). Schöningh, Paderborn/München/Wien/Zürich 2000, ISBN 3-506-73393-1 (zugleich Habilitationsschrift, Bochum 1998).
- als Herausgeber mit Konstantin Lindner und Ulrich Riegel: Alltagsgeschichte im Religionsunterricht. Kirchengeschichtliche Studien und religionsdidaktische Perspektiven. Kohlhammer, Stuttgart 2013, ISBN 3-17-022238-4.